# Ретранслатор
Ретранслаторът е радиотехническо съоръжение за приемане, преобразуване и препредаване на радиосигнали. Ретранслаторите на сигнал за мобилните телефони често са наричани „клетки“ (GSM–клетка), а радиолюбителските ретранслатори – „репитри“.

## Видове ретранслатори
- според устройството
  - пасивни – пренасочват получения сигнал, без да го приемат и преизлъчват
  - активни – приемат и преизлъчват получения сигнал
- според мобилността
  - стационарни – неподвижни радио– и телевизионни кули, ретранслаторни станции за GSM-сигнал, интернет, и други.
  - мобилни – ретранслаторни станции, монтирани на моторни превозни средства. Такива са мобилните радио и телевизионни станции за пряко предаване от мястото на събитието, и военните командно-щабни машини.
  - морски – ретранслаторни станции, монтирани на плавателни съдове. Такива са руските разузнавателни и свързочни кораби Плавателен съд за свръзка проект 18280.
  - аеромобилни – ретранслаторни станции, монтирани на въздухоплавателни средства. Такива са руският самолет Ту-214СР и американският въздушен команден и свързочен център Боинг Е-6 Меркурий.
  - космически – ретранслаторни станции, монтирани на изкуствени спътници на Земята и други обекти в космоса. Такива са всички комуникационни сателити. Космически ретранслатор се намира на изкуствения спътник на Марс „2001 Марс Одисей“. Той приема сигнали от Спирит и Опъртюнити, които излъчват от повърхността на планетата и ги предава към Земята. Също така предава инструкции от Земята към марсоходите.
- според предназначението
  - радио – и телевизионни ретранслатори (радиорелейна мрежа)
  - GSM-ретранслатори – за мобилната телефонна мрежа
  - интернет-ретранслатори – безжичните рутери приемат и преизлъчват интернет-данни
  - радиолюбителски ретранслатори

- Видове ретранслатори
- Стационарен ретранслатор за GSM-сигнал
- Подвижна телевизионна станция
- Командно-щабна машина Р-149БМР
- Ту-214СР
- Боинг Е-6 Меркурий
- Плавателен съд за свръзка проект 1826, кораб „Бальзам“, 1985 г.
- Комуникационен сателит на околоземна орбита
- Спътникът „2001 Марс Одисей“